# تپه گورستان باغستان
تپه قبرستان باغستان مربوط به دوره سلجوقیان تا دوره تیموریان است و در شهرستان شاهرود، بخش بیارجمند، دهستان خوارتوران، جنوب غرب روستای باغستان واقع شده و این اثر در تاریخ ۷ اسفند ۱۳۸۶ با شمارهٔ ثبت ۲۱۴۱۱ به‌عنوان یکی از آثار ملی ایران به ثبت رسیده است.